# Pegefinger
Pegefingeren er håndens anden finger (fra kroppen) på en menneskelig hånd , det vil sige mellem tommelfingeren og langefingeren . Fingeren kan fx bruges til at pege, skubbe, stikke eller danne en krog. Sammen med tommelfingeren kan den skabe et klemmegreb.
Den er generelt omtrent lige lang som ringfingeren.